# Olympia (Manet)
Olympia je olejomalba francouzského malíře Édouarda Maneta znázorňující nahou ženu (Olympii) ležící na lůžku. Z pozadí k loži přistupuje služka tmavé pleti nesoucí kytici a u nohou Olympie stojí na lůžku černá kočka. Modelem Olympie byla modelka a malířka Victorine Meurentová, modelem služebné byla žena jménem Laure, která se několikrát objevila na Manetových obrazech.
Obraz o rozměrech 130,5 cm × 190 cm byl poprvé vystaven na Pařížském salonu 1865. Nahota titulní postavy vyvolala tehdy pobouření i s ohledem na to, že některé detaily obrazu naznačují, že jde o prostitutku. V roce 1890 Claude Monet zorganizoval sbírku na zakoupení obrazu do vlastnictví státu. Dnes je obraz vystaven v pařížském Muzeu Orsay.